# Frederick Stokes
Pour les articles homonymes, voir Stokes.

a Compétitions nationales et continentales officielles uniquement.

b Matchs officiels uniquement.
Frederick Stokes, né le 12 juillet 1850 à Greenwich (Angleterre) et mort le 7 février 1929 à Inhurst House (Baughurst, Berkshire), est un joueur de rugby anglais. Joueur du Blackheath FC, l'un des plus importants clubs du pays, il participe au tout premier match international de l'histoire entre l'Angleterre et l'Écosse — devenant à cette occasion le premier capitaine anglais de l'histoire —, ainsi qu'aux deux suivants. Il devient en 1874 le plus jeune président de la fédération, la Rugby Football Union, créée trois ans plus tôt.

## Carrière

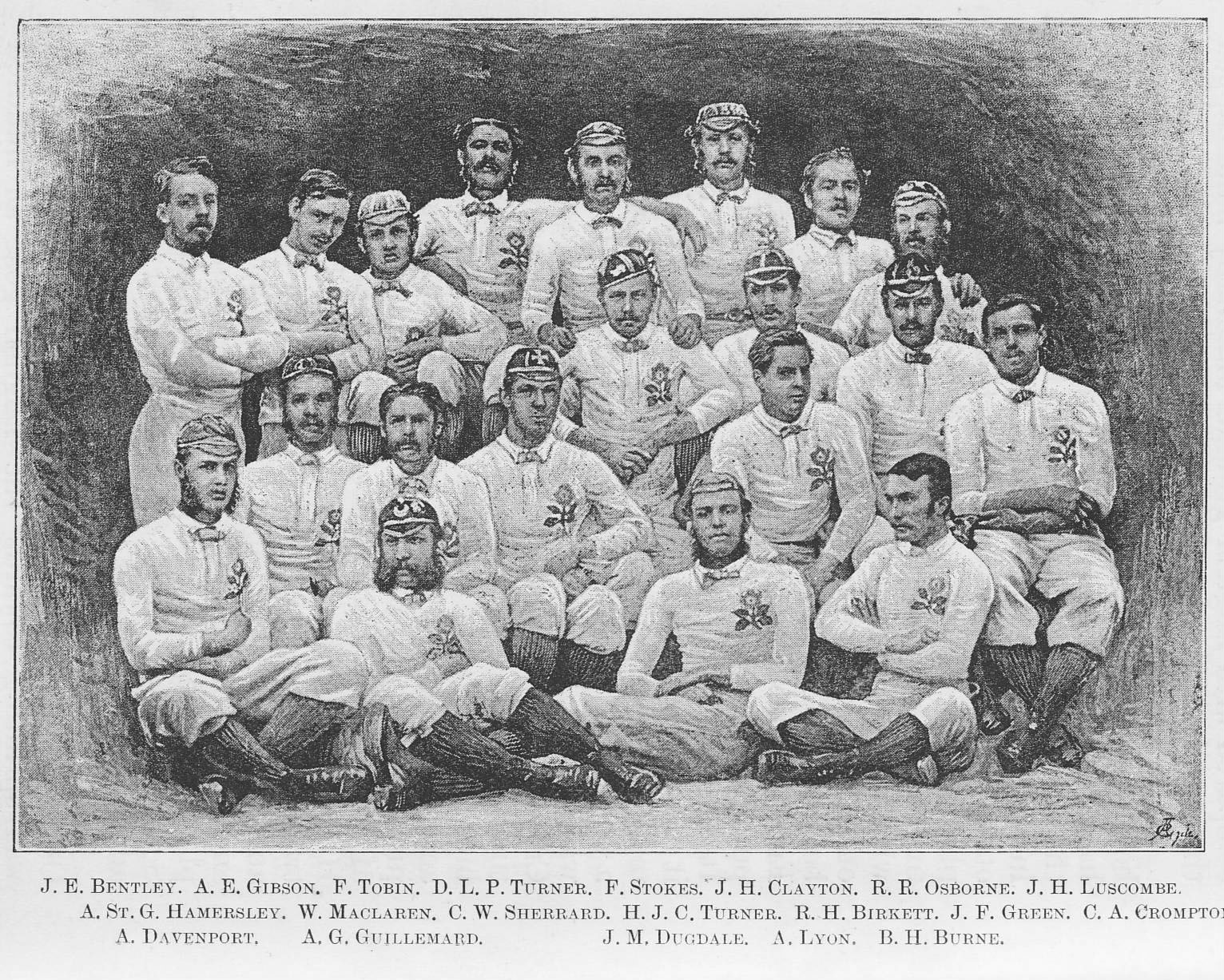
La première équipe d'Angleterre de rugby, en 1871.

Lorsque cinq clubs écossais envoient un défi en 1871 aux clubs anglais, demandant un affrontement à 20 contre 20, c'est Blackheath RC qui accepte au nom de six clubs anglais (Richmond, West Kent, Marlborough Nomads, Clapham Rovers, Ravenscourt). C'est ainsi qu'a lieu le premier match international de l'histoire. Quatre joueurs de Blackheath y prennent part. Frederick Stokes, capitaine du club de Blackheath, a l'honneur d'être le premier capitaine de l'équipe anglaise. 
Frederick Stokes a donc honoré sa première cape internationale en équipe d'Angleterre comme avant à l'occasion de la première rencontre internationale de l'histoire, qui a lieu contre l'Écosse le dimanche 27 mars 1871. Le match est joué au Raeburn Place, un stade de cricket, la fédération écossaise de rugby ne disposant pas encore de stade propre. Il est disputé devant 4 000 personnes par deux équipes de 20 joueurs, en deux mi-temps de 50 minutes. L'Écosse l'emporte 1-0, par 2 essais et 1 but marqués contre 1 essai pour les Anglais,.
Frederick Stokes connaît sa dernière cape le 3 mars 1873 contre les Écossais.
En se mariant en 1877 à Isabella Penn, la fille du célèbre ingénieur maritime John Penn (en), il devient le beau-frère de son coéquipier de la première sélection anglaise de l'histoire, Joseph Green, qui épouse la même année Ellen, la sœur d'Isabella.

## Statistiques en équipe nationale
- 3 sélections en équipe d'Angleterre de 1871 à 1873.
- Sélections par année : 1 en 1871, 1 en 1872, 1 en 1873.